# Meldingsplicht infectieziekten
De meldingsplicht infectieziekten is een wettelijke verplichting voor medisch personeel om bij de overheid bekend te maken als zich bepaalde (gevaarlijke) infectieziektes voor doen.

## België
De gezondheidszorg is een bevoegdheid van de gemeenschappen en behandelende artsen en laboratoriumartsen. Zij dienen bepaalde infectiezieken te melden bij het bevoegde agentschap.
- Vlaanderen: bij de arts infectieziektebestrijding van het Vlaams Agentschap Zorg en Gezondheid.[1]
- Brussel: bij de Gezondheidsinspectiedienst van de Gemeenschappelijke Gemeenschapscommissie.[2]
- Wallonië: bij het Agence pour une Vie de Qualité (AViQ).[3]
- Duitstalige Gemeenschap: bij het Agence pour une Vie de Qualité (AViQ).[4]

## Nederland
Artsen en medisch microbiologische laboratoria moeten bij het constateren of vermoeden van bepaalde infectieziekten een melding maken. Dit is geregeld in de Wet publieke gezondheid (voorheen de Infectieziektenwet). De arts dient de infectieziekte te rapporteren aan de lokale Gemeentelijke gezondheidsdienst (GGD), die het op haar beurt meldt bij het Centrum Infectieziektebestrijding van het Rijksinstituut voor Volksgezondheid en Milieu.
De meldingsplichtige ziekten zijn ingedeeld in vier groepen:
- Voor ziekten die tot groep A behoren, geldt dat er reeds bij vermoeden direct een (telefonische) melding moet worden gedaan[8];
- Voor ziekten die tot groep B1 of B2 behoren, geldt dat binnen 24 uur een melding moet worden gedaan als aanwezigheid van deze ziekte wordt vermoed of is vastgesteld;
- Voor ziekten die tot groep C behoren, geldt dat binnen 1 werkdag een melding moet worden gedaan als deze ziekte is vastgesteld.

Voorts moet onverwijld melding worden gedaan van onbekende ziekten waarvan vermoed wordt dat deze een ernstig gevaar voor de volksgezondheid kunnen vormen, of als er ongewone aantallen besmettingen worden vastgesteld van ziekten die niet in de bovengenoemde groepen zijn vermeld.
Na een melding bij de GGD wordt er onderzoek gedaan naar de herkomst van de infectieziekte en volgt er een contactonderzoek. Dit onderzoek wordt gedaan om verdere verspreiding van de infectieziekte te voorkomen.

## Europa
Binnen de Europese Uniegeven de nationale instanties alle meldingen door aan het Europees Centrum voor ziektepreventie en -bestrijding.

### Overdraagbare ziekten
Begin 2020 zijn er 56 overdraagbare ziekten en gerelateerde speciale gezondheidsproblemen die bij het Europees Centrum voor ziektepreventie en -bestrijding gemeld worden.
Ziekten:
- antrax (miltvuur)
- bof
- botulisme
- brucellose
- buikgriep (Campylobacteriosis)
- chikungunya
- chlamydia
- cholera
- COVID-19[11]
- cryptosporidiosis
- dengue
- difterie
- echinokokkose
- giardiasis
- gonorroe
- hepatitis A
- hepatitis B
- hepatitis C
- hiv-infectie en aids
- infecties met haemophilus influenzae groep B
- griep (influenza) – inclusief influenza A (H1N1)
- invasieve meningokokken
- invasieve pneumokokken
- kinkhoest
- legionellose
- leptospirose
- listeriose
- lymeziekte
- malaria
- mazelen
- pest
- poliomyelitis
- Q-koorts
- rabiës
- pokken
- rodehond
- salmonellose
- Severe Acute Respiratory Syndrome (SARS)
- shigatoxineproducerende Escherichia coli / enterohemorragische Escherichia coli-infectie (STEC)
- shigellose
- syfilis
- tetanus
- toxoplasmose (aangeboren)
- overdraagbare spongiforme encefalopathieën
- trichinose
- tuberculose
- tularaemia
- variant ziekte van Creutzfeldt-Jakob
- virale hemorragische koorts
- vogelpest bij mensen
- westnijlkoorts
- yersiniose
- zikakoorts

Speciale gezondheidsproblemen:
- nosocomiale infecties
- antimicrobiële resistentie
- antimicrobiële consumptie